# Ekkehard Stein
Ekkehardt Stein (*  25. November 1943 in Potsdam),  auch bekannt als Wolff-Eckehardt Stein, E. Stein, Ekki Stein  ist ein deutscher Komponist und Produzent.

## Leben
Stein besuchte ein Humanistisches Gymnasium in Göttingen. Er studierte Malerei an der Staatlichen Werkkunstschule Kassel. Währenddessen spielte er in der von ihm mitgegründeten Beatband Blue Moons (später Love & Tears). Er beschäftigte privat mit Musiktheorie und Harmonielehre, lernte weiter Gitarre und Klavier und erhielt Unterricht. Seit 1975 ist er ausschließlich als Komponist, Texter und Produzent von Popmusik, Schlager, Filmmusik und Musik für Werbung tätig. Unter seinen mehr als 500 Titeln sind Hits wie Mädchen, Mädchen, Fire on The Water, Easy Come, Easy Go, Hallo du, Hattest du heut Zeit für mich, Samba d amour, S.O.S., mein Herz ertrinkt, Lady of My Heart, The Light of New Mexico, Santa Catarina, Ich glaube an die Zärtlichkeit, Little Darling.

## Kompositionen (Auswahl)
- Sun of Jamaica  (1979); Internationaler Hit des Jahres 1980
- Seven Tears (1980); Nr. 1 in England
- Little Darling (1992), Nr. 1 in Belgien
- Go Trabi Go (1990); Filmmusik
- Go Trabi Go 2 – Das war der wilde Osten; Filmmusik
- Ein Mann für gewisse Sekunden (1998); Filmmusik
- I.R.A King of Nothing (2006); Filmmusik